# Rycerka Górna
Rycerka Górna – wieś w Polsce, położona w województwie śląskim (małopolska część województwa), w powiecie żywieckim, w gminie Rajcza.
W latach 1975–1998 wieś administracyjnie należała do województwa bielskiego.

## Położenie
Usytuowana jest w regionie geograficzno-etnograficznym Żywiecczyzna stanowiąca część zachodniej Małopolski. Znajduje się w Beskidzie Żywieckim (Grupa Wielkiej Raczy). Zabudowania i pola miejscowości zajmują dolinę Rycerskiego Potoku i jego dopływów – potoków Radecki i Plaskórówka. Miejscowość leży przy granicy ze Słowacją.

## Integralne części wsi
| części wsi | Boćkowie, Ciapków, Czanieccy, Dziergasowie, Harmatowie, Kolonia, Kubisiowie, Magura, Majerze, Maskierówka, Na Bułkowej, Na Płoszczynie, Na Praszywce, Obłaz, Obłazek, Płoskonkowie, Pogwarka, Przegibek, Raztoki, Rojaki, Rycerki, Słowiacy, Spylowie, Suławowie, Tatarki, Tomczyki, Wielka Racza, Zagroda, Ziajówka |

## Historia
Założona na początku XVII wieku pod nazwą Radeczka, pierwsza wzmianka w 1628. Miejscowość liczyła wówczas 19 „zarębników”. Było to osadnictwo wołoskie, oparte na cyrhleniu – wypalaniu lasu pod pasterstwo. Teren działalności zbójników w XVII i XVIII wieku. Procederowi sprzyjało położenie na szlaku handlowym wiodącym na Słowację i do Austrii. Na terenie Rycerki działał m.in. Maciej Wakuła, po ujęciu wbity na pal, oraz Jerzy Proćpak. Po I rozbiorze Polski Rycerka Górna znalazła się w zaborze austriackim. W 1808 wieś nabył hrabia Ludwik de Laveaux, który zafascynowany miejscową kulturą ludową opisał ją w dziele „Górale bieskidowi zachodniego pasma Karpat”. Po przejściu wsi na własność Habsburgów rozwinął się przemysł drzewny (tartaki, wyrób sprzętu gospodarstwa domowego itp.). W połowie XIX wieku założono w miejscowości hutę szkła. W 1873 założono miejscowość Rycerka Górna-Kolonia, obecnie jest to najwyżej położona część wsi Rycerka Górna. Zasiedlili ją początkowo osadnicy z Austrii. Szkołę w miejscowości założono przed 1868 (dokładna data nie jest znana). W 1908 wzniesiono kaplicę. Od 1918 w niepodległej II RP. W tym okresie oddano do użytku dwa schroniska: na Wielkiej Raczy i na Przegibku. Miały być polską konkurencją dla schronisk Beskidenverein, m.in. schroniska na Lipowskiej, oddanego do użytku w 1931. We wrześniu 1939 region żywiecki wraz z Rycerką Górną włączono do III Rzeszy. Okupant prowadził akcję wysiedlania miejscowej ludności i zastępowania jej osadnikami z Niemiec. Akcja nosiła nazwę Aktion Saybusch (Akcja Żywiec). Teren działania polskiej partyzantki w okresie okupacji niemieckiej, a po 1945 także podziemia antykomunistycznego. W 1950 podniesiono kaplicę do rangi kościoła parafialnego (parafia NMP Nieustającej Pomocy). W 1955 oddano do użytku nowy gmach szkoły podstawowej.
W 1996 r. w Rycerce powstał dom rekolekcyjny "Michael", prowadzony przez księży michalitów.
Na miejscowym cmentarzu parafialnym został pochowany Jerzy Konieczny, minister spraw wewnętrznych w latach 1995–1996.

## Czasy współczesne
Miejscowość liczy 1500 mieszkańców. Składa się z 61 rozproszonych części, rozsianych u podnóży i na zboczach gór jak np. Praszywka czy Bendoszka oraz przełęczy jak np. Przegibek i innych. Miejscowość turystyczna – 10 szlaków pieszych, 3 wyciągi narciarskie.